# Jessica Newton
Jessica Patricia Newton Sáenz (Callao, 19 de diciembre de 1965) es una empresaria y ex-reina de belleza peruana. Es la directora de la Organización Miss Perú, que retomó su cargo desde el 2015. Además fue la ganadora del certamen de belleza Miss Perú 1987, representando a su lugar de origen.

## Biografía
Es hija del marino y empresario Guillermo Newton Vásquez, y de Olga Sáenz Muñoz.
Realizó sus estudios escolares en el Colegio Santa Úrsula de la ciudad de Lima Marketing en el Instituto Peruano de Publicidad. Newton vivió en Los Ángeles, California en donde trabajó con Paramount Pictures.

### Miss Perú Universo 1987
A los 21 años concursó en el Miss Callao, en donde resultó ganadora; representó a dicha provincia en el certamen Miss Perú 1987, que fue realizado en el mes de abril en la ciudad de Cusco y en el que Newton resultó ganadora.
Antes de su ida para Miss Universo, compitió en Reina Sudamericana 1987, realizado en Cartagena de Indias, Colombia.  
En mayo de 1987, participó en el Miss Universo, llevado a cabo en el World Trade Center de Singapur; donde quedó como semifinalista (Top 10).

## Trayectoria
Luego de su participación en el certamen de belleza, trabajó en la edición de diferentes revistas.
Newton ingresó a la organización del certamen Señora Perú, en el cual se escogen representantes para Mrs. World; en esta gestión, Lucila Boggiano fue elegida Señora Mundo 1989.
Desde 1992 hasta el 2004 fue organizadora del concurso Miss Perú, durante este tiempo destacó la elección de Marina Mora (2002) y María Julia Mantilla (2004), quienes alcanzaron el tercer y primer lugar respectivamente en Miss Mundo. 
Desde 2007 fue representante de la Editorial Condé Nast, que publica las revistas Vogue, Glamour, GQ y Vanity Fair para América Latina y México.
A finales de 2014, anunció su regreso a la organización de Miss Perú Universo.
En el concurso de 2017, Newton y los miembros de la organización Miss Perú utilizaron la plataforma de la gala final para denunciar la violencia contra la mujer y los feminicidios en el país. Newton planteó que la organización había podido conocer que varias de las candidatas habían sido víctimas de violencia y debido a ello utilizaron la noche final como una protesta social. Las candidatas se presentaron en la tradicional pasarela y expusieron las cifras de la violencia contra la mujer en Perú que incluyen violencia física, psicológica, abuso sexual, acoso, explotación sexual y agresiones psicológicas.
En 2023 Newton fue reconocida por Global Beauties en el evento País del año, por organizar su delegación en los eventos de Glam Slam, es decir, principales certámenes de belleza. Además, en la edición Missology Awards, organizados por Hispana TV, recibió el título de Mejor directora del año.

## Vida personal
Desde el 2004, Newton se encuentra casada con el español Fernando Sánchez de Lamadrid, su pareja en la actualidad.
Una de sus hijas, Cassandra Sánchez de Lamadrid, es la actual pareja del cantante de cumbia Deyvis Orosco, con quién tiene un hijo de su relación, Milán Orosco.